# Lisiec (góra)
Lisiec (niem. Fuchs Berg, Fuchsberg) – szczyt o wysokości ok. 600 m n.p.m. w południowo-zachodniej Polsce, w Sudetach Środkowych, w Górach Stołowych, w paśmie Zaworów.
Góra położona jest w północnej części Zaworów, w grzbiecie odchodzącym ku północnemu zachodowi od masywu Drogosza.
Wierzchołek zbudowany jest z górnokredowych piaskowców i mułowców. Niższe partie zboczy od północnego zachodu zbudowane są z piaskowców triasowych barwy czerwonej.
Cały masyw porośnięty lasem świerkowym z domieszką sosny i drzew liściastych.